# Елохин, Александр Александрович
Александр Александрович Елохин (2 июля 1931 — 7 ноября 2021) ― советский и российский партийный, хозяйственный и общественный деятель, почётный гражданин города Братска (2005). Первый секретарь Горкома КПСС города Братска (1978-1983).

## Биография
Родился Александр Александрович 2 июля 1931 года в селе Тыреть Заларинского района Иркутской области.
В 1956 году, после завершения обучения в Сибирском автодорожном институте, начал свою трудовую деятельность на Тулунском автотранспортном предприятии. С 1958 по 1963 годы участвовал в строительстве Братской ГЭС, работал на различных должностях: старший инженер УАТ, главный инженер автоучастка, заместитель начальника ПТО Братскгэсстроя.
В дальнейшем на протяжении пятнадцатил лет трудился в партийных органах на руководящей работе. С 1977 по 1978 годы являлся председателем горисполкома. С 1978 по 1983 годы работал в должности первого секретаря ГК КПСС Братска. С 1983 года, после ухода с должности первого секретаря, четыре года трудился машинистом экскаватора на строительстве автодороги Братск — Богучаны.
С 1987 по 2001 годы работал на инженерно-технических и руководящих должностях в различных предприятиях и организациях Братска.
19 декабря 2001 года был избран председателем Братского городского Совета ветеранов войны, труда, вооруженных сил и правоохранительных органов. С 2003 года вошёл в состав президиума и стал заместителем председателя областного Совета ветеранов по северным территориям. 2 ноября 2008 года был избран делегатом на всероссийский съезд ветеранской организации от Иркутской области.
Избирался депутатом в городскую Думу V созыва, работал в постоянной депутатской комиссии по вопросам правовой и социальной защиты населения. Член политической партии "Единая Россия".
В честь 50-летия города Братска за многолетний добросовестный труд, большой вклад в строительство и развитие города, активное участие в работе Совета ветеранов войны, труда, вооруженных сил и правоохранительных органов в 2005 году Елохин Александр Александрович стал «Почетным гражданином города Братска».
Женат. Воспитал дочь.

## Награды и звания
- два ордена Трудового Красного Знамени,
- Орден Знак Почёта,
- Медаль В ознаменование 100-летия со дня рождения Владимира Ильича Ленина,
- серебряная медаль ВДНХ,
- Почётный гражданин города Братска (2005).